# Еглоффштайн
Еглоффштайн (нім. Egloffstein) — громада в Німеччині, розташована в землі Баварія. Підпорядковується адміністративному округу Верхня Франконія. Входить до складу району Форхгайм.
Площа — 28,04 км2. Населення становить 2100 ос. (станом на 31 грудня 2020).